# Rafał Marceli Blüth
Rafal Marceli Blüth (n. 19 august 1891, Varșovia, Imperiul Rus – d. 17 noiembrie 1939) a fost un critic, istoric literar și sovietolog polonez, care a scris unul dintre primele articole din Polonia cu privire la procesele politice de la Moscova.
În perioada 1911-1914 a studiat chimia la Institutul Politehnic din Liov, iar din 1915 până în anul 1921 a urmat studii de filologie poloneză la Universitatea din Varșovia. Mobilizat, și-a efectuat serviciul militar în anii 1918-1921 în cadrul Departamentului de Presă al Marelui Stat Major. În 1921 a trecut de la iudaism la catolicism.
Publicist cu orientare catolică, a colaborat începând din 1934 la revista catolică Vеrbum. A studiat literatura rusă și operele lui Adam Mickiewicz și Joseph Conrad. A fost unul dintre fondatorii centrului pentru nevăzători din Laski. În 1933 a obținut titlul de doctor în filosofie al Universității Jagiellone.
A fost ucis de autoritățile germane de ocupație în localitatea Natolin de lângă Varșovia. A fost căsătorit cu Elida Maria Szarota (1904-1994). El este tatăl postum al profesorului Tomasz Szarota.

## Publicații
- Mickiewicz wobec ruchu literackiego w Rosji w okresie 1826-29. „Pamiętnik Literacki” 1925/26 nr 22/23.
- Dwie rodziny kresowe. Ateneum 1939.
- Pisma literackie, oprac. Piotr Nowaczyński, Wydawnictwo Znak, Kraków 1987. Z prac Zakładu Badań nad Literaturą Religijną KUL, Str. 367. Kalendarium, bibliografia, źródła, indeks osób. Szkice o rosyjskim i drezdeńskim okresie życia i twórczości Mickiewicza, twórczości Conrada oraz XIX i XX-wiecznej literaturze rosyjskiej. ISBN 83-70060-34-X.
- „Histoire d'une «désertion». Joseph Conrad Korzeniowski, Polonais et Anglais”, Commentaire, 16(64), hiver 1993, p. 800-07.
- Alea iacta est – Drugi proces moskiewski. Warszawa 1937.
- Chrześcijański Prometeusz – wpływ Boehmego na koncepcję 3 części Dziadów. Warszawa 1929.
- Konstantynopolitańska katastrofa. Warszawa 1932.
- O tragicznej decyzji krakowskiego Konrada Korzeniowskiego. Warszawa 1936.
- „Prometeusz chrześcijański” – rzymski zawiązek drezdeńskiego arcytworu Adama Mickiewicza. Warszawa 1936.
- Renowacja rodziny w Z.S.R.R. Warszawa 1936.
- „Likwidacja leninowskiej elity” oraz inne pisma sowietologiczne, oprac. Marek Kornat, Więź 2016, ISBN 978-83-62610-96-9